# Briggs & Stratton
Briggs & Stratton är ett amerikanskt företag med huvudkontor i Wauwatosa, Wisconsin som tillverkar bensinmotorer för främst användning i maskiner för utomhusbruk som motorgräsklippare.